# Liquorice (film)
Pour les articles homonymes, voir Liquorice.
Pour plus de détails, voir Fiche technique et Distribution.
Liquorice est un film américain réalisé par Natalie Bible', sorti en 2016.

## Synopsis
Jade explore ses  inhibitions et ses désirs les plus sombres. Centré autour de l'absinthe mystérieuse et hypnotique.

## Fiche technique
- Titre : Liquorice
- Réalisation : Natalie Bible'
- Scénario : Natalie Bible'
- Production :  Absinthe Productions
- Musique :
- Langue d'origine : Anglais américain
- Pays d'origine :  États-Unis
- Lieux de tournage : Los Angeles, Californie, États-Unis
- Genre : Mystère
- Durée : ? minutes
- Date de sortie : 2016 (États-Unis)

## Distribution
- Kate French : Jade
- Maeve Quinlan : Mariam Glass
- Matt Cohen : Bentley Edison
- Tommy O'Reilly : Johnny Trent
- Bailey Gaddis : Leah Madison
- Brieanna Steele : Berlin

## Autour du film
Natalie Bible' a écrit le rôle de Jade spécialement pour Kate French.